# 朱利叶斯·普雷希特
K·C·朱利叶斯·普雷希特（德語：Karl Christian Julius Precht，1871年6月28日—1942年7月9日）是一位德国物理学家，汉诺威大学教授，出生于不来梅，逝世于汉诺威。